# Dryopomera kurosai
Dryopomera kurosai là một loài bọ cánh cứng trong họ Oedemeridae. Loài này được Akiyama miêu tả khoa học năm 1998.